# Éléonore de Castille (1307-1359)
Pour les articles homonymes, voir Éléonore de Castille.
Éléonore de Castille (1307-1359), est par naissance Infante de Castille et par mariage, reine consort d'Aragon de 1329 à 1336.
Elle était l'aînée des enfants du roi Ferdinand IV de Castille par son épouse Constance de Portugal.

## Biographie
À l'âge de quatre ans, Éléonore est promise à l'Infant Jacques d'Aragon, fils aîné et héritier du roi Jacques II d'Aragon, lors des accords conclus à Réunion de Calatayud de 1311 entre Ferdinand IV de Castille et de Jacques II, réunion qui se clôt par le mariage entre l'Infante Marie d'Aragon, fille de Jacques II avec l'Infant Pierre de Castille, frère de Ferdinand IV. Peu après, elle est envoyée à la cour aragonaise pour être élevée en tant que future épouse de l'héritier du trône. En septembre 1312, alors qu'elle est âgée de cinq ans, son père le roi Ferdinand IV meurt dans la ville de Jaén. En novembre 1313, c'est sa mère la reine Constance qui meurt à Sahagún.
Cependant, Jacques d'Aragon, en dépit de ses fiançailles avec Éléonore, tient à rentrer dans les ordres et intégrer un monastère, jusque l'intervention du Pape Jean XXII pour lui rappeler ses devoirs en tant qu'Infant d'Aragon. Au vu de la situation, Jacques II et son fils (dont les relations ont été tendues en raison de la réticence de l'héritier à s'acquitter de ses obligations de cour), signent un document devant un notaire en octobre 1319, à la veille de la cérémonie de mariage, où l'héritier de la couronne promet de se marier. Plus tard, dans un entretien entre le père et le fils, tous deux conviennent que l'Infant Jacques doit seulement être présent à la cérémonie de mariage, célébrée dans la ville de Gandesa, mais en laissant flou la question de la consommation du mariage, compte tenu de son opposition à celle-ci, et en tenant compte que ses engagements avec le Royaume de Castille ne concerne que la célébration du mariage, pas sa consommation.
Le 18 octobre 1319, la cérémonie de mariage entre Jacques d'Aragon et d'Éléonore de Castille a lieu. L'Infant aragonais, selon les chroniques de l'époque, refuse de donner le Baiser de paix au cours de la cérémonie, et Jacques II doit le faire à sa place. Après la cérémonie, célébrée par l'Archevêque de Tarragone, l'Infant Jacques transmet de nouveau à son père son désir de renoncer à ses droits au trône et d'entrer au couvent. Il finit par s'enfuir à cheval, abandonnant sa femme, et en décembre 1319, il renonce à ses droits au trône d'Aragon en entrant au Couvent de San Francisco à Tarragone. Il devient alors un chevalier-Hospitalier au Couvent de Santo Domingo de la même ville.
Après le renoncement au trône par Jacques, c'est son jeune frère, l'Infant Alphonse (futur roi Alphonse IV d'Aragon) qui est proclamé héritier du trône. Le rejet de sa femme par l'Infant Jacques pourrait avoir causé de graves accidents diplomatiques entre les castillans et les aragonais. Néanmoins, Jacques II d'Aragon fait part à la reine douairière María de Molina de ses regrets face aux actions son fils, incompréhensibles pour lui. Au cours du printemps 1320, l'Infante Éléonore reste dans la ville de Tortosa ; au cours de son séjour, Jacques II et de son fils l'Infant Alphonse, découvrent que l'Infant James prévoit de récupérer sa femme et ses droits au trône mais le complot, soutenu par certains fonctionnaires, est détruit dans l’œuf par son père.
Après son séjour dans la ville de Tortosa, Éléonore vit à Saragosse, Calatayud et Ateca, où des ricohombres castillans la ramène en Castille. Une fois de retour dans son pays natal, Éléonore se retire au Monastère de las Huelgas à Burgos, même si elle ne prend pas le voile.
Au début de l'année 1325, le roi Edouard II d'Angleterre propose de marier son fils aîné, Edward, Prince de Galles avec Éléonore, et envoie sa procuration afin de négocier les termes du mariage par une charte datée du 6 février 1325. L'union n'aura finalement pas lieu.
En janvier 1329 à Ágreda, les fiançailles entre Éléonore et le roi Alphonse IV d'Aragon sont signées, et la cérémonie de mariage a lieu un mois plus tard, le 5 février, dans l'Église de San Miguel de Tarazona. Lors de la cérémonie sont présents le roi Alphonse XI de Castille (le frère d'Éléonore), l'Infante Marie d'Aragon (déjà veuve), ainsi que les Infants Jean, Pierre et Ramón Berenguer, fils de Jacques II d'Aragon. Alphonse IV donne à sa nouvelle épouse la ville de Huesca et d'autres villages et des châteaux appartenant à la couronne aragonaise. Avec ce mariage, les relations entre la Castille et l'Aragon s'améliorent. Il renouvelle l'alliance créée avec pour objectif, la reconquête de Grenade mais aussi, les relations royales, après que les Infants d'Aragon ait rejeté plusieurs Infantes de Castille malgré les termes du contrat entre les deux royaumes. Ce fut, par exemple, le cas de l'Infante Isabelle de Castille, fille de Sanche IV et María de Molina, qui rentra au Royaume de Castille, sans avoir contracté de mariage avec Jacques II d'Aragon.
Éléonore est devenu a une certaine influence en Aragon, complotant en vue de promouvoir les intérêts de son propre fils sur ceux de son beau-fils l'Infant Pierre (né du premier mariage d'Alphonse IV avec Thérèse d'Entença, Comtesse d'Urgell morte en 1327). Elle convainc son mari de consentir à d'importants dons territoriaux pour leurs enfants, les Infants Ferdinand et Jean. Alphonse IV est généreux et le 28 décembre 1329, il accorde à Ferdinand le Marquisat de Tortosa et les villes de Albarracín, Orihuela, Callosa, Guardamar, Alicante, Monforte, Elda, La Mola, Novelda et d'Aspe. Le fils cadet d'Éléonore, Jean reçoit plusieurs seigneuries: Elche, Biel et Bolsa.Ces dons faits par le roi Alphonse IV diminue le patrimoine territorial de la couronne et affecte principalement l'Infant Pierre, héritier d'Alphonse IV, ce qui entraîne un climat de ressentiment à la cour. De ce fait, la noblesse se divise en deux camps. L'un des deux est en faveur de la reine Éléonore et de ses fils, et l'autre défend les prérogatives de l'Infant Pierre et de ses frères et sœurs maternels. Lorsque le roi accorde son fils Ferdinand les villes de Xátiva, Alzira, Sagonte, Morella, Borriana et Castelló de la Plana, tous situés dans le Royaume de Valence, les sujets locaux protestent, et poussent le roi à révoquer ces derniers dons.

Après la mort d'Alphonse IV, qui a lieu dans la ville de Barcelone le 24 janvier 1336, la reine Éléonore fui le Royaume de Castille et de Léon, accompagné de ses deux fils, Ferdinand et Jean, craignant des représailles du nouveau roi Pierre IV d'Aragon, plein de ressentiment envers eux.

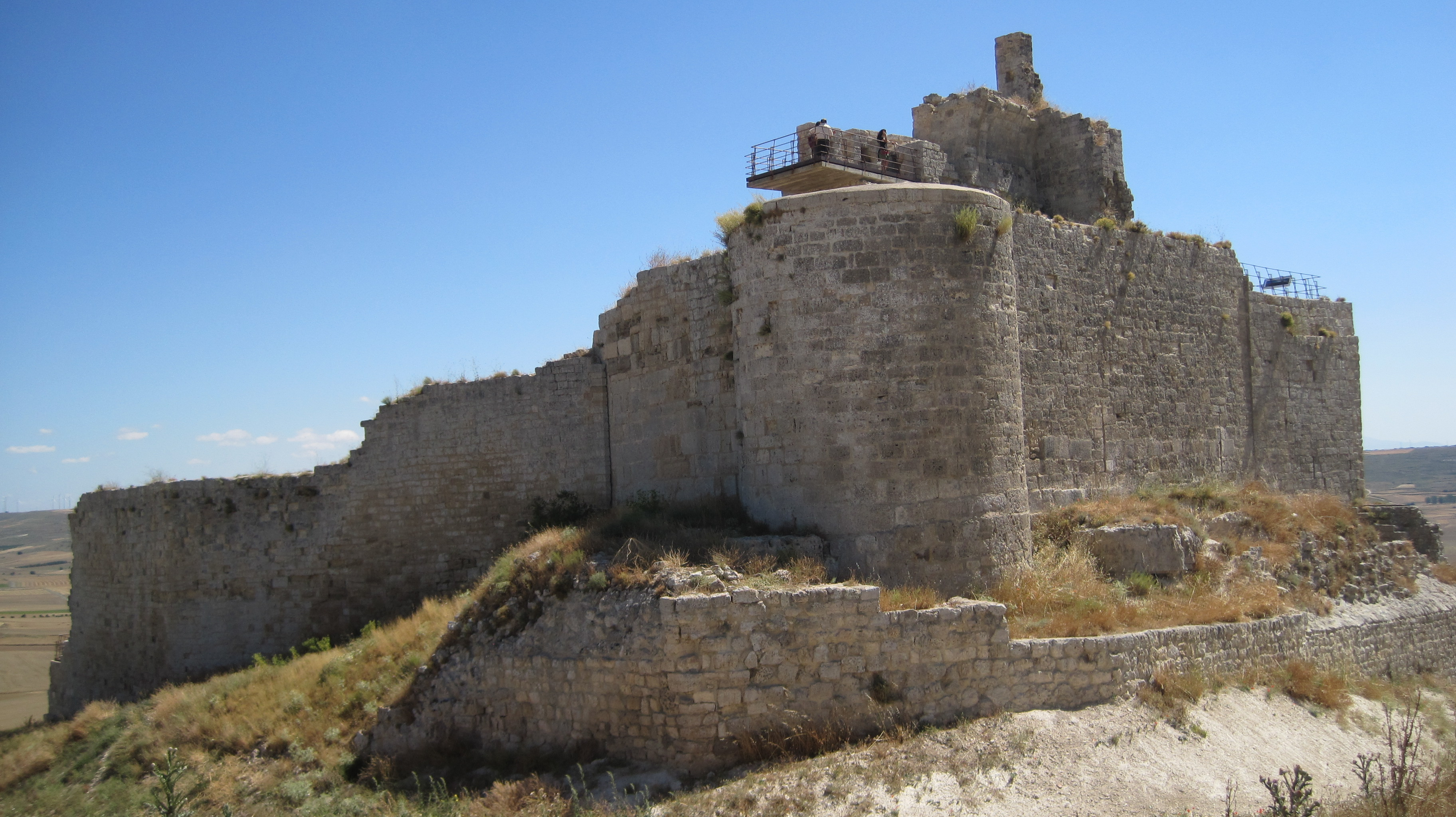
Château de Castrojeriz, Burgos.

Dans son testament, écrit dans le Monastère de Poblet en août 1333, Alphonse IV lègue à sa deuxième femme tous ses joyaux et confirme la possession des villes qu'il lui avait donné à l'occasion de leur mariage, tout en léguant à son fils aîné Ferdinand le Marquisat de Tortosa et de Albarracín. Quand elle s'échappe du Royaume de Castille, la reine douairière prend avec elle de grandes quantités d'or, d'argent et de bijoux, bien que le roi Pierre IV essaie de l'en empêcher. Au premier abord, le nouveau monarque décide de confisquer les revenus d'Éléonore et de poursuivre son protecteur Pedro de Ejérica, mais en 1338, il confirme, à ses fils et elle la possession de leurs domaines, ne voulant pas contrarier la Castille à un moment où l'ensemble de la Péninsule Ibérique est menacée par une nouvelle invasion musulmane.
Une fois dans la région de Castille, Éléonore continue de se comporter comme un élément perturbateur, cette fois contre son neveu le roi Pierre Ier. Son plus jeune fils, Jean d'Aragon, est assassiné à Bilbao, le 12 juin 1358 par ordre de son cousin, et un an plus tard (vers mars/avril 1359), elle est assassinée dans le château de Castrojeriz. Quatre ans plus tard, en 1363, l'aîné de ses fils, Ferdinand d'Aragon, est assassiné à Borriana par ordre de son demi-frère, le roi Pierre IV.

## Enterrement

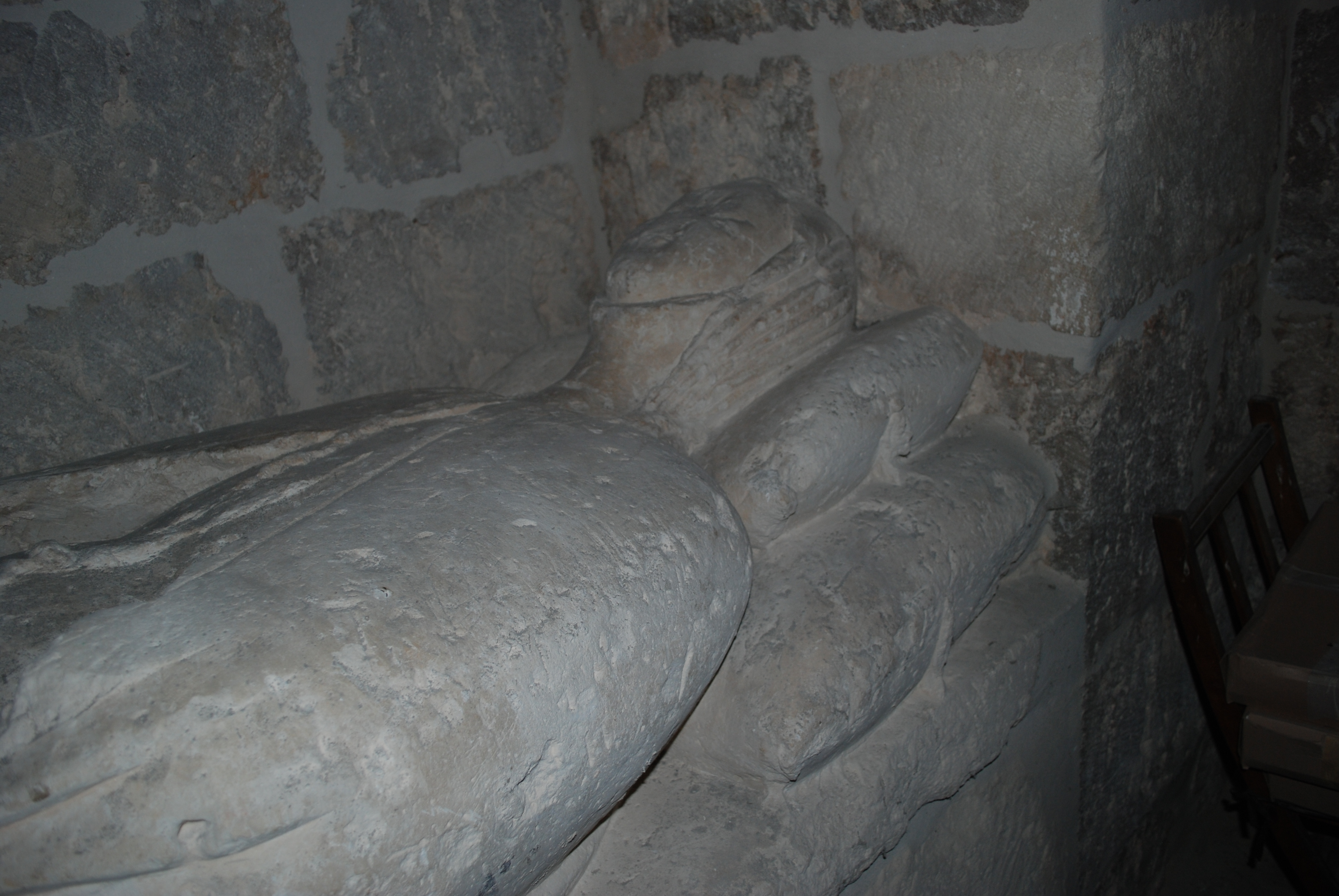
Prétendue tombe de la reine Aliénor de Castille, dans l'église de Nuestra Señora del Manzano de Castrojeriz.

Il existe une controverse quant à la localisation de la tombe de la reine Éléonore de Castille. Trois endroits différents sont cités : la cathédrale de la Seu Vella de Lérida, l'église de Nuestra Señora del Manzano à Castrojeriz, et le monastère de las Huelgas, lieu de sépulture de nombreux membres de la royauté Castillo-Léonaise.
Dans le monastère de las Huelgas est conservé un tombeau de marbre blanc, placé à côté de l'épître de Saint-Jean, mesurant 2,25 mètres de long par 0,67 largeur, avec un couvercle de calcaire, et dans lequel reposerait la reine Éléonore de Castille, bien que l'épitaphe sculptée dans la tombe mentionne le nom de María de Almenara, également appelée María de Urgel, fille de Ermengol VI, Comte d'Urgell. À l'intérieur, on trouve cinq crânes et des os, ainsi que des morceaux de cercueil et des foulards les recouvrant. Il est supposé que la reine Éléonore est enterrée dans la pierre tombale de Maria de Almenara, dont la dépouille mortelle aurait été transférée dans un autre tombeau placé dans la même nef. La tombe, qui est censée contenir le reste de la reine Éléonore est considérée comme trop longue et trop large. Sur un côté de la tombe, la femme morte est représentée sur son linceul, deux anges portant son âme au ciel. Sur l'autre côté, des colonnes torsadées en arc, quatre évêques, avec la mitre et le personnel, et de plusieurs personnalités. Dessous, une série de chiens chassant les harpies et des dragons. Sur l'autre versant de la tombe apparaissent des enroulements végétaux et, dans le coin, entre les rosettes qui séparent les mots, il est sculpté l'épitaphe.

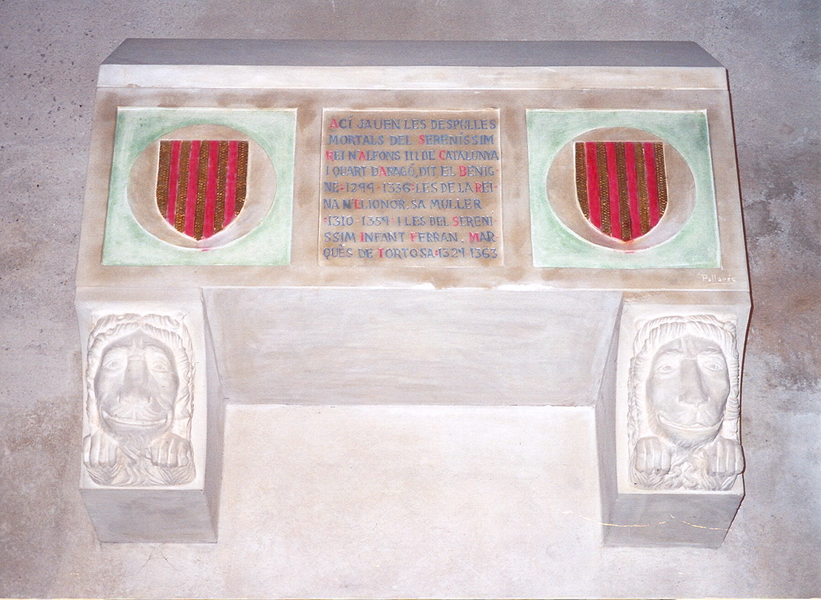
Prétendue tombe de la reine Éléonore de Castille, dans la Vieille Cathédrale de Lérida.

Dans la Vieille Cathédrale de Lérida se trouve un tombeau dans lequel le 23 octobre 1986, les restes d'Alphonse IV d'Aragon ont été déposés. À côté de lui, ont également été déposés les restes d'un jeune homme, identifié comme l'Infant Ferdinand, fils d'Alphonse IV, et ceux d'une femme adulte, qui ont été identifiés comme ceux de la reine Éléonore de Castille, seconde épouse du roi Alphonse IV. Les restes d'Alphonse IV, qui avaient été transférés de l'Ancienne Cathédrale de Lérida, en 1781, sont restés dans la crypte jusqu'en 1986, quand ils ont été placés dans une pierre tombale, située à côté de la porte de San Berenguer de la cathédrale.
Dans l'église de Nuestra Señora del Manzano de Castrojeriz une tombe est conservée, attribuée à la reine Éléonore de Castille, située au pied de l'église, près du baptistère, et découverte en juin 1970, cachée derrière un mur de pisé, par la Mission de Sauvetage du Groupe Scolaire Marquis de Camarasa. À partir du moment de sa découverte, la tombe est attribuée par les experts à la reine Éléonore de Castille, fille de Ferdinand IV, parce que la mode du sépulcre correspond à d'autres tombes réalisées dans le milieu du XIVe siècle, ainsi que par le fait que sa coiffe apparaît sur la figure sculptée. L'hypothèse que la reine Éléonore soit enterrée dans cette tombe est appuyée par le fait que certains documents trouvés mentionnent que la reine Éléonore est enterrée dans cette église.

## Mariage et descendance
À Gandesa le 18 octobre 1319, Éléonore est mariée à l'Infant Jacques d'Aragon, qui fuit immédiatement après pour entrer dans les ordres.
À Tarazona, le 5 février 1329, elle est mariée ensuite avec le roi Alphonse IV d'Aragon, le frère de son premier mari. Ils ont eu deux fils :
- Ferdinand, Marquis de Tortosa (1329-1363), marié en 1354 à Marie de Portugal.
- Jean, Seigneur de Elche, Biel et Bolsa (1334-1358), marié en 1354 à Isabel Núñez de Lara (fille de Juan Núñez III de Lara).